# Наркевич Олександра Сергіївна
Олександра Сергіївна Наркевич  (біл. Аляксандра Наркевіч, 22 грудня 1994) — білоруська гімнастка, олімпійська медалістка. Заслужений майстер спорту Республіки Білорусь з художньої гімнастики.

## Виступи на Олімпіадах
| Олімпіада   | Дисципліна     | Місце  |
| ----------- | -------------- | ------ |
| Лондон 2012 | групові вправи | Срібло |